# Campeonato Brasileiro Série B 2008
Die Campeonato Brasileiro Série B 2008 war die 27. Spielzeit der zweiten Fußballliga Brasiliens.
Der Wettbewerb startete am 9. Mai 2008 in seine Saison und endete am 28. November 2008. Die Meisterschaft wurde vom nationalen Verband CBF ausgerichtet. Am Ende der Saison konnte der SC Corinthians die Meisterschaft feiern. Der Klub gewann die ersten sechs Spiele und verließ nie die Tabellenspitze. Der Wiederaufstieg erfolgte in Runde 32, sechs Spiele vor Saisonende. Sie wurden zwei Runden später Meister.

## Teilnehmer

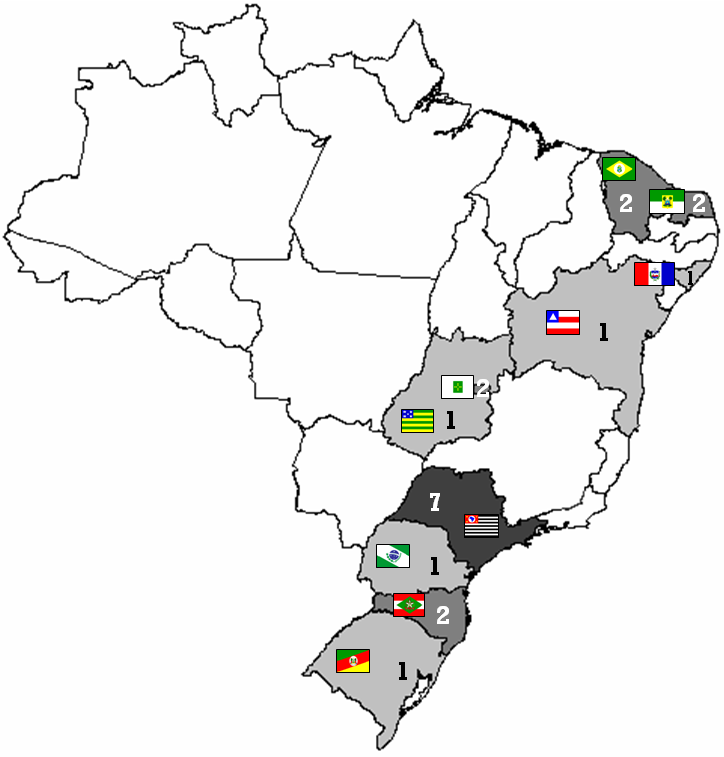
Teilnehmerzahl nach Bundesstaaten

Die Teilnehmer waren:
| Bundesstaat         | Klub                    | Qualifikation    | Ergebnis |
| ------------------- | ----------------------- | ---------------- | -------- |
| Alagoas             | Clube de Regatas Brasil | 8. Série B 2007  | 20. ▼    |
| Bahia               | EC Bahia                | 2. Série C 2007  | 10.      |
| Brasília            | Brasiliense FC          | 9. Série B 2007  | 14.      |
| Brasília            | SE Gama                 | 12. Série B 2007 | 19. ▼    |
| Ceará               | Ceará SC                | 16. Série B 2007 | 12.      |
| Ceará               | Fortaleza EC            | 5. Série B 2007  | 16.      |
| Goiás               | Vila Nova FC            | 3. Série C 2007  | 6.       |
| Paraná              | Paraná Clube            | 19. Série A 2007 | 11.      |
| Rio Grande do Norte | ABC Natal               | 4. Série C 2007  | 13.      |
| Rio Grande do Norte | América FC (RN)         | 20. Série A 2007 | 15.      |
| Rio Grande do Sul   | EC Juventude            | 18. Série A 2007 | 8.       |
| Santa Catarina      | Avaí FC                 | 15. Série B 2007 | 3. ▲     |
| Santa Catarina      | Criciúma EC             | 7. Série B 2007  | 18. ▼    |
| São Paulo           | Grêmio Barueri          | 13. Série B 2007 | 4. ▲     |
| São Paulo           | CA Bragantino           | 1. Série C 2007  | 7.       |
| São Paulo           | SC Corinthians          | 17. Série A 2007 | 1. ▲     |
| São Paulo           | Marília AC              | 6. Série B 2007  | 17. ▼    |
| São Paulo           | AA Ponte Preta          | 11. Série B 2007 | 5.       |
| São Paulo           | AD São Caetano          | 10. Série B 2007 | 9.       |
| São Paulo           | EC Santo André          | 14. Série B 2007 | 2. ▲     |

## Saisonverlauf
Die vier Besten stiegen in die erste Liga 2009 auf. Die vier schlechtesten stiegen in die Série C 2009 ab.

## Tabelle
| Pl. | Verein                  | Sp. | S  | U  | N  | Tore    | Diff. | Punkte |
| --- | ----------------------- | --- | -- | -- | -- | ------- | ----- | ------ |
| 1.  | SC Corinthians (A)      | 38  | 25 | 10 | 3  | 079:290 | +50   | 85     |
| 2.  | EC Santo André          | 38  | 19 | 11 | 8  | 071:450 | +26   | 68     |
| 3.  | Avaí FC                 | 38  | 18 | 13 | 7  | 071:400 | +31   | 67     |
| 4.  | Grêmio Barueri          | 38  | 20 | 3  | 15 | 058:550 | +3    | 63     |
| 5.  | AA Ponte Preta          | 38  | 17 | 7  | 14 | 054:460 | +8    | 58     |
| 6.  | Vila Nova FC (C)        | 38  | 17 | 7  | 14 | 057:550 | +2    | 58     |
| 7.  | CA Bragantino (C)       | 38  | 16 | 9  | 13 | 047:410 | +6    | 57     |
| 8.  | EC Juventude (A)        | 38  | 16 | 8  | 14 | 049:460 | +3    | 56     |
| 9.  | AD São Caetano          | 38  | 14 | 12 | 12 | 061:550 | +6    | 54     |
| 10. | EC Bahia (C)            | 38  | 14 | 10 | 14 | 047:650 | −18   | 52     |
| 11. | Paraná Clube (A)        | 38  | 14 | 7  | 17 | 049:540 | −5    | 49     |
| 12. | Ceará SC                | 38  | 12 | 13 | 13 | 052:500 | +2    | 49     |
| 13. | ABC Natal (C)           | 38  | 12 | 12 | 14 | 055:570 | −2    | 48     |
| 14. | Brasiliense FC          | 38  | 13 | 8  | 17 | 056:640 | −8    | 47     |
| 15. | América FC (RN) (A)     | 38  | 12 | 10 | 16 | 046:510 | −5    | 46     |
| 16. | Fortaleza EC            | 38  | 12 | 9  | 17 | 056:560 | ±0    | 45     |
| 17. | Marília AC              | 38  | 11 | 12 | 15 | 047:600 | −13   | 45     |
| 18. | Criciúma EC             | 38  | 11 | 8  | 19 | 040:540 | −14   | 41     |
| 19. | SE Gama                 | 38  | 9  | 8  | 21 | 037:720 | −35   | 35     |
| 20. | Clube de Regatas Brasil | 38  | 5  | 9  | 24 | 035:720 | −37   | 24     |

| (A) | Absteiger aus Série A 2007  |
| (C) | Aufsteiger aus Série C 2007 |

## Torschützenliste
Túlio Maravilha wurde mit 39 Jahren Torschützenkönig.
| Pl. | Nat.        | Spieler            | Klub           | Tore |
| --- | ----------- | ------------------ | -------------- | ---- |
| 1   | Brasilianer | Túlio Maravilha    | Vila Nova FC   | 24   |
| 2   | Brasilianer | Nunes              | CA Bragantino  | 15   |
| 3   | Brasilianer | Dentinho           | SC Corinthians | 14   |
|     | Argentinier | Germán Herrera     | SC Corinthians | 14   |
| 5   | Brasilianer | Jéferson           | EC Santo André | 13   |
|     | Brasilianer | Márcio Mixirica    | EC Santo André | 13   |
|     | Brasilianer | Pedrão             | Grêmio Barueri | 13   |
| 8   | Brasilianer | Luiz Carlos Júnior | Ceará SC       | 12   |
|     | Brasilianer | Tuta               | AD São Caetano | 12   |